# Jožef Pichler
Jožef Pichler, slovenski katoliški duhovnik, kanonik, mariborski šolski nadzornik, * 29. december 1789, Tržec, † 21. februar, 1859, Maribor. 
Rodil se je očetu Janezu in materi Mariji na območju župnije Sv. Vida pri Ptuju. Od 1. junija 1814 do 1. decembra 1819 je bil kaplan pri Sveti Barbari (danes Cirkulane) v Halozah. Tukaj je leta 1818 napisal svoj lekcionar Evangelmi na Vʃe Nedele ino Svetke ʃkos zeilo leto, ki je ostal v rokopisu. Pravzaprav je transkripcija lekcionarja Petra Dajnka Evangeliomi na v'se nedéle ino 'svetke skos leto. Dajnko se je naslanjal na prleško, radgonsko in ormoško narečje, medtem ko je Pichler prepisal lekcionar v haloško narečje za svoje vernike. 
V-tistem Zhasʃi je Jesus k-ʃvojim Jogrom reka: Nishe ne vuishge eno Luzh, ino postavi tisto na en skriven Krai, ali pod en Skaff; temozh na en ʃvezhnyak, da tisti keri noter grejo, to luzh vidijo. Ta Luzh tvojega Teila je to Oko; zhi je tvojo oko zhisto, tak tvojo zeilo Teilo Luzh ma; zhi pa je pogubleno, tak je tudi tvojo Teilo temno. Lehtai ali, ki ta Luzh, kera je v-tebi, Temma ne grata. Zhi je sdai tvojo Teilo zeilo rasʃvezheno ino obenega temnega Thala nema, tak bode tisto zeilo ʃvetlo, ino bode tebe Kak ena Luzh s-eno velko Sveitlobo rasveitlo.Na Den ʃvetega Martina Skoffa ino ʃpovednika ʃveti Evangelist Lukesh na 11. P.